# بروس ماكلارين
بروس ماكلارين (بالإنجليزية: Bruce McLaren) مواليد 30 أغسطس 1937 في أوكلاند، كان سائق فورملا 1 نيوزلندي سابق بدأ مسيرته الاحترافية سنة 1959. كان أول سباق له هو جائزة ألمانيا الكبرى 1958. خاض خلال مسيرته 104 سباقاً فاز في 4 منها.

## سباقات شارك فيها
- لو مان 24 ساعة
- بطولة العالم للسيارات الرياضية

## بطولات حققها
- جائزة بلجيكا الكبرى 1968

## روابط خارجية
- بروس ماكلارين على موقع Racing-Reference.info (الإنجليزية)
- بروس ماكلارين على موقع DriverDB.com (الإنجليزية)
- بروس ماكلارين على موقع قاعة نيوزيلندا للمشاهير الرياضية (الإنجليزية)